# The Palace (2023)
The Palace is een Italiaans-Pools-Zwitsers-Franse komische film uit 2023 onder regie van Roman Polański. 

## Verhaal
Een drama dat zich afspeelt op oudejaarsavond 1999 in een luxueus Zwitsers hotel, waar de levens van hotelmedewerkers en verschillende gasten met elkaar verstrengeld raken.

## Rolverdeling
| Acteur             | Personage                        |
| ------------------ | -------------------------------- |
| Oliver Masucci     | Hansueli Kopf                    |
| Fanny Ardant       | Constance Rose Marie de La Valle |
| John Cleese        | Arthur William Dallas III        |
| Bronwyn James      | Magnolia                         |
| Joaquim de Almeida | Dr. Lima                         |
| Luca Barbareschi   | Bongo                            |
| Milan Peschel      | Caspar Tell                      |
| Fortunato Cerlino  | Tonino                           |
| Mickey Rourke      | Bill Crush                       |

## Release en ontvangst
The Palace ging op 2 september 2023 in première op het Filmfestival van Venetië buiten competitie waar hij een drie minuten durende staande ovatie kreeg. Desondanks kreeg de film overwegend negatieve kritieken van de filmcritici, met een score van 10% op Rotten Tomatoes, gebaseerd op 20 beoordelingen.